# 結城航星
結城 航星（ゆうき こうせい、1994年4月14日 - ）は、日本の俳優、タレント。宮崎県出身。マルパソ事務所所属。
特技は書道、テニス、卓球、バレーボール。ゆずが好きである。

## 出演

### テレビドラマ
- 恋空（TBS系）- レギュラークラスメイト
- スペシャルドラマ RESET（日本テレビ）
- 赤い糸（フジテレビ）

### バラエティ
- お台場政経塾（フジテレビ）

### 映画
- はじまりに花束を（2013年）拓也役、松浦健志監督
- 二人の女勝負師（2014年）松本洋輔役、池田眞也監督

### 舞台
- 「素敵なウェディングプランナー〜幸せの香り〜」（2012年8月25日 - 27日、銀座博品館劇場）
- 生演奏ミュージカル「DIVA」（2012年11月3日、練馬文化センター）
- 「その他諸々も含めまして」（2013年5月21日 - 26日）
- 男おいらん（2013年8月22日 - 9月1日、笹塚ファクトリー） - 深雪 役
- ゴールデン・デスペラーズ（2013年11月6日 - 10日）
- 期限切れの奇蹟（2013年12月20日 - 22日、27日）
- 人狼TLPT「♯09:VILLAGE V 冬霧に冴ゆる村」（2014年1月4日 - 13日、上野ストアハウス） - 人形師マリオン 役
- 主演舞台「もんすたーずしんく」（2014年7月29日 - 8月3日、北池袋新生館シアター） - 連城寺司 役
- MOGURAYA（2014年9月20日 - 23日、戸野廣浩司記念劇場） - 鉄鼠 役
- 怪傑パンダース第8回本公演「キミに逢いたくて」（2014年10月8日 - 13日、新宿村LIVE） - 秋葉 役
- 西原理恵子演劇祭2016!!～“STRAYDOG”Produce公演「女の子ものがたり」「ぼくんち」（2016年2月3日 - 7日、東京芸術劇場 シアターウエスト）

### インターネット
- 東京どっかん土曜日〜ぱんだの冒険〜レギュラー（2011年9月 - 2012年5月、USTREAM配信）

### DVD
- 主演映画「明日死ぬかもしれない〜今日を精一杯生きるために〜」（2014年5月） - 礼司 役

### WEBシネマ
- 主演「マヒルソン」（2012年11月） - ケンジ 役